# Papazov Island
Papazov Island (englisch; bulgarisch Папазов остров Papasow) ist eine felsige, in westsüdwest-ostnordöstlicher Ausrichtung 200 m lange und 100 m breite Insel vor der Einfahrt der Velcha Cove an der Ostküste der Astrolabe-Insel nordwestlich der Antarktischen Halbinsel. Sie liegt 2,27 km südöstlich des Kanarata Point und 1,4 km östlich des Drumohar Peak.
Deutsche und britische Wissenschaftler kartierten sie 1996 gemeinsam. Die bulgarische Kommission für Antarktische Geographische Namen benannte sie 2018 nach dem bulgarisch-französischen Künstler George Papasow (1894–1972).